# Manuel Bartlett Díaz
Manuel Bartlett Díaz (Puebla de Zaragoza, Puebla; 23 de febrero de 1936) es un político mexicano, miembro del Partido del Trabajo. Fue el director general de la Comisión Federal de Electricidad durante el sexenio del presidente Andrés Manuel López Obrador entre 2018 y 2024.
Durante su militancia en el Partido Revolucionario Institucional (PRI) se desempeñó como secretario de Gobernación de 1982 a 1988 durante la presidencia de Miguel de la Madrid, secretario de Educación Pública de 1988 a 1992 durante la presidencia de Carlos Salinas de Gortari y gobernador de Puebla de 1993 a 1999.

## Biografía

### Origen  y formación académica
Manuel Bartlett Díaz nació en la ciudad de Puebla, siendo hijo de Manuel Bartlett Bautista, quien fuera gobernador de Tabasco de 1953 a 1955 y de Isabel Díaz Castilla, sobrina nieta del poeta veracruzano Salvador Díaz Mirón.
En 1954 ingresó en la Facultad de Derecho de la Universidad Nacional Autónoma de México, en donde obtuvo promedio de 9.6 en su carrera profesional. Se tituló con la tesis «La obligación del Estado de reparar los daños que cause»; recibiendo mención honorífica. En 1959 el gobierno de Francia y la UNAM lo becaron para estudiar Derecho Público en la Escuela de Derecho de la Universidad de París, estudios que concluyó en 1961.
En 1963 y 1964, obtuvo los diplomas correspondientes al 1.er y 2.º curso de la Facultad Internacional de Derecho Comparado de la Universidad de Estrasburgo, Francia. Entre 1967 y 1968 cursó y concluyó en la Facultad de Ciencias Políticas de la UNAM las asignaturas de maestría y doctorado en ciencias políticas; y en los mismos años obtuvo una beca del Consejo Británico, para hacer estudios de administración pública de la Universidad Victoria de Mánchester, Reino Unido.
En 1958 fue profesor adjunto de Derecho Mercantil en la Facultad de Comercio de la UNAM. De 1962 a 1966 se presentó a la oposición en la materia de Teoría General del Estado en la Facultad de Derecho.

## Carrera política

#### Primeros años

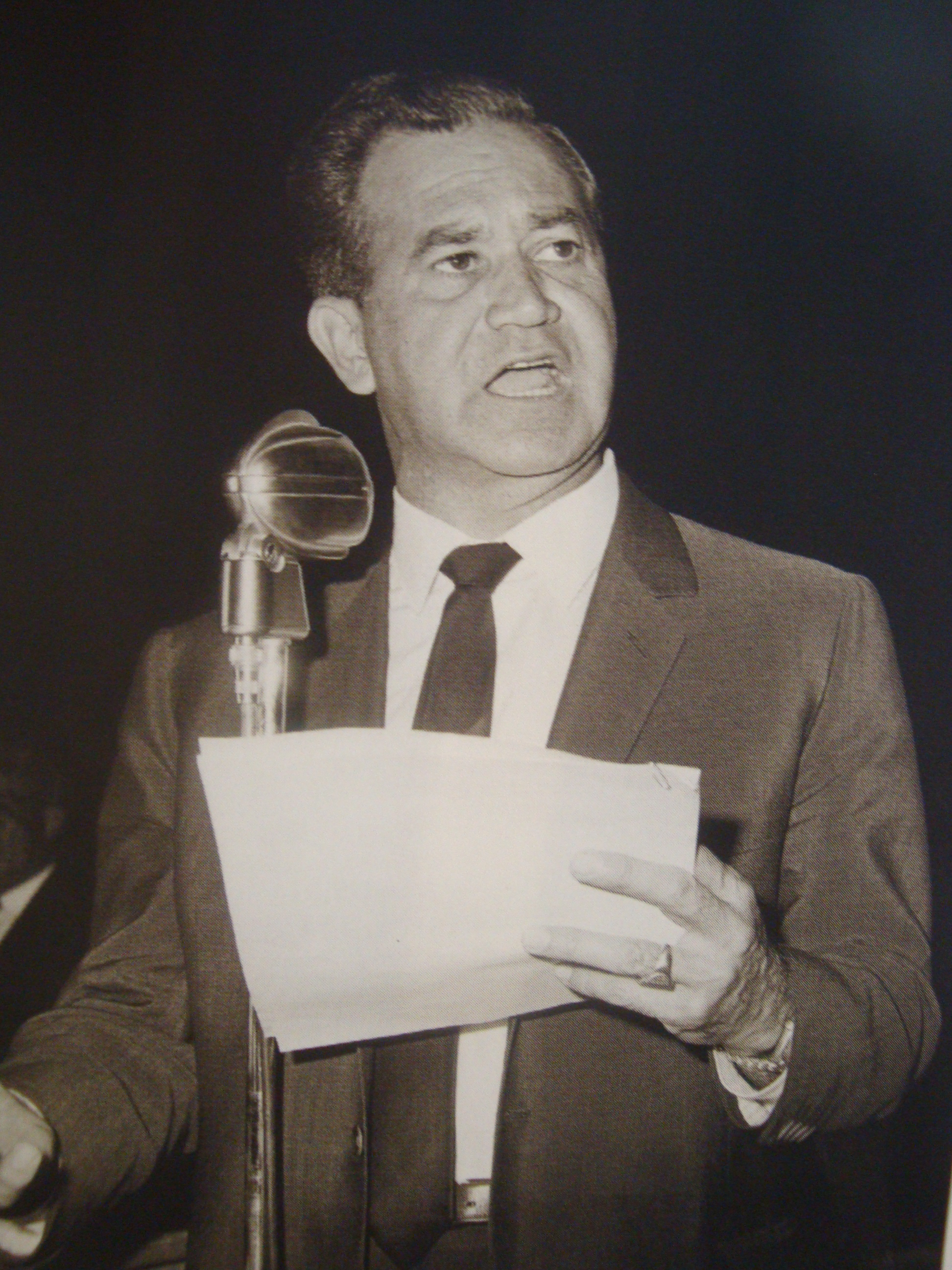
Carlos A. Madrazo, presidente nacional del PRI entre 1964 y 1965.

Inició su carrera política en 1962 cuando ocupó el cargo de secretario auxiliar de Javier Rojo Gómez, secretario general de la Confederación Nacional Campesina. Posteriormente ese mismo año fue asesor de la Dirección de Estudios Hacendarios de la Secretaría de Hacienda y Crédito Público y secretario de la Comisión para la Redacción de la Ley, Reglamento y Bases de Operación de la Aseguradora Nacional Agrícola y Ganadera, S. A. Entre 1963 y 1964 se trasladó a estudiar un posgrado en Estrasburgo, Francia.
A su regreso de Francia, en diciembre de 1964 el presidente Gustavo Díaz Ordaz nombró presidente nacional del PRI a Carlos A. Madrazo —que había sido enemigo político de su padre—; Madrazo anunció que iniciaría una serie de reformas hacia el interior del partido oficial con el fin de democratizarlo; Bartlett se unió a Madrazo y fue nombrado su secretario auxiliar, además durante este periodo dirigió el órgano de difusión oficial del partido, el diario La República y organizó el movimiento juvenil priista, que estuvo bajo la dirección de Rodolfo Echeverría Ruiz y en donde comenzaron su participación política personajes que años después ocuparían cargos de importancia como Manuel Camacho Solís y Patricio Chirinos Calero.
Uno de los principales objetivos de Madrazo al frente del PRI fue la elección de los candidatos mediante elecciones o plebiscitos internos, aplicándolo en primera instancia a las candidaturas a presidentes municipales en 1965; esto chocó frontalmente con los intereses de los gobernadores estatales, que nombraban libremente a estos candidatos. La mayor oposición surgió del gobernador de Sinaloa, Leopoldo Sánchez Celis, quien llegó a habilitar a sus candidatos como independientes y logró derrotaran a los candidatos oficiales del PRI. Durante lo más álgido de este enfrentamiento, Manuel Bartlett fungió como delegado del CEN del PRI en Sinaloa, buscando enfrentar las intenciones de Sánchez Celis.
Finalmente y ante la crisis resultante, el 22 de noviembre de 1965 Carlos Madrazo renunció la presidencia nacional del PRI, en la que fue sustituido por Lauro Ortega Martínez. Junto con Madrazo renunciaron sus principales colaboradores, entre ellos Manuel Bartlett.
En los años de 1965 a 1968 en que estuvo alejado de los puestos públicos, se desempeñó como catedrático de Teoría General del Estado en la Facultad de Derecho y de Ley Mercantil en la de Contaduría y Administración; así como realizó sus últimos estudios de posgrado en Mánchester, Reino Unido.
En 1968 retornó a los cargos políticos desempeñándose como asesor del secretario general de la Confederación Nacional de Organizaciones Populares, Renaldo Guzmán Orozco; y de 1969 a 1970 ocupó el cargo de subdirector General de Gobierno de la Secretaría de Gobernación, bajo el subsecretario encargado del despacho de la misma dependencia, Mario Moya Palencia.
El 1 de diciembre de 1970 el nuevo presidente Luis Echeverría Álvarez nombró a Moya formalmente titular de la Secretaría de Gobernación, y este designó entonces a Manuel Bartlett como director general de Gobierno, cargo que ocuparía todo el sexenio, hasta 1976. En este cargo cuando ocupó ex officio la secretaría de la entonces Comisión Federal Electoral.
En diciembre de 1976, con el inicio del gobierno de José López Portillo, ingresó a la Secretaría de Relaciones Exteriores y cuyo titular era Santiago Roel, con rango de embajador, como titular de la Dirección en Jefe para Asuntos Políticos Bilaterales, Consulares y de Límites y Aguas Internacionales. En septiembre de 1977 dicha Dirección pasó a ser la Dirección para Asuntos Políticos.
El 16 de mayo de 1979 Santiago Roel renunció a la Secretaría de Relaciones Exteriores, y el mismo día Miguel de la Madrid Hurtado fue nombrado titular de la Secretaría de Programación y Presupuesto; Manuel Bartlett renunció entonces a su puesto en Relaciones Exteriores y fue nombrado asesor de Miguel de la Madrid Hurtado para asuntos políticos. En este cargo participó en la formulación del Primer Plan Global de Desarrollo. Como asesor político, Bartlett encabezó las aspiraciones de De la Madrid a la candidatura presidencial del PRI para las elecciones de 1982.
El 25 de septiembre de 1981 Miguel de la Madrid fue postulado candidato del PRI a la presidencia, Bartlett asumió entonces de forma oficial la coordinación general de la campaña y el 14 de octubre del mismo año recibió formalmente el cargo de secretario general del comité ejecutivo nacional del PRI, cargo en el que permaneció hasta el 30 de noviembre de 1982.

#### Secretario de Gobernación y elecciones de 1988
De 1982 a 1988, es decir durante toda la presidencia priista de Miguel de la Madrid fue secretario de Gobernación y como tal fue responsable de organizar las elecciones de 1988 en las que salió electo Carlos Salinas de Gortari en cuyo gabinete también trabajó como secretario de educación pública.
En 1987 fue precandidato a la presidencia de la República, siendo secretario de gobernación, junto con Alfredo del Mazo González y Carlos Salinas de Gortari, finalmente, Miguel de la Madrid, resolvió la postulación de Carlos Salinas de Gortari, como candidato oficial del Partido Revolucionario Institucional.

#### Secretario de Educación Pública y gobernador de Puebla
Al asumir el cargo de presidente de la República el Lic.  Carlos Salinas de Gortari el día 1 de diciembre de 1988, se le nombró a Manuel Barlett secretario de Educación Pública, cargo que ocupó hasta el día 7 de enero de 1992.
Posterior a su paso por la Secretaría de Educación Pública por sus siglas SEP, en enero del año 1992, el PRI lo postuló como candidato a la gubernatura del estado de Puebla, siendo elegido gobernador el día 8 de noviembre de 1992, fecha en la que se celebraron las elecciones en ese estado para la renovación del titular del poder ejecutivo del Estado.
Asumió como gobernador constitucional del Estado de Puebla del 1 de febrero de 1993 al 31 de enero de 1999.

### Años posteriores y salida del PRI
Precandidato a la Presidencia de la República por el Partido Revolucionario Institucional en noviembre de 1999, resultando candidato Francisco Labastida Ochoa.
Senador de la República y Presidente de la Comisión de Puntos Constitucionales en el Senado de septiembre de 2000 a agosto de 2006 por el Partido Revolucionario Institucional.
En 2000 fue postulado por el PRI como candidato por el principio de representación proporcional al cargo de senador de la República, resultando electo.
En 2006, se distanció del candidato de su entonces partido, Roberto Madrazo Pintado, y llamó a los priistas a dar un "voto útil" a favor del candidato Andrés Manuel López Obrador.
En 2012, es electo nuevamente senador plurinominal formando parte de la Junta de Coordinación Política del Senado y coordinando el grupo parlamentario del Partido del Trabajo.
El 27 de julio de 2018, Andrés Manuel López Obrador anunció que al asumir la presidencia de México el 1 de diciembre del mismo año, lo nombraría director general de la Comisión Federal de Electricidad, cuyo anuncio causó opiniones negativas debido a sus antecedentes dentro de la política mexicana.

## Polémicas

### Presunta relación con el asesinato de Enrique Camarena
Manuel Bartlett figuraría en diversos documentos del Departamento de Justicia de los Estados Unidos que señalan su participación en el secuestro, tortura y asesinato del agente de la DEA Enrique "Kiki" Camarena en 1985. Desde junio del 2021 el sistema de Justicia de Estados Unidos afirma que será detenido si viaja a ese país.

### "La caída del sistema"
Con este nombre es como se le conoce al supuesto fraude electoral que habría cometido el PRI para mantener la presidencia de la República en 1988. En dicha contienda, el candidato oficialista Carlos Salinas de Gortari resultó ganador, por encima de su más cercano rival, Cuauhtémoc Cárdenas Solórzano, de la coalición Frente Democrático Nacional. 
En su papel de Secretario de Gobernación Federal, Bartlett era también presidente de la Comisión Federal Electoral (CFE), responsable de la jornada electoral. En ese año, México puso en marcha por primera vez un sistema de resultados preliminares que era alimentado vía telefónica con los resultados de cada distrito electoral. Desde las primeras horas de la jornada, la información que llegaba a la CFE indicaba una ventaja en ciertas entidades a favor de Cárdenas, además de una clara mayoría en el caso de la capital del país. Bartlett anunció que las líneas telefónicas se habían saturado y que los resultados no podían ser dados a conocer en ese momento, pero cuando el conteo se reanudó, la ventaja de Cárdenas había desaparecido y era ahora Salinas quien tomaba la delantera que, finalmente, le daría la victoria con 50,3 % de los votos contra 31,2 % de Cárdenas.
En una declaración, hecha el 10 de julio de 1988, Cuauhtémoc Cárdenas denuncia las diversas irregularidades que existieron: "votaciones cercanas o superiores incluso al 100% del padrón en casillas donde no hubo o se expulsó a los representantes de la oposición, brigadas de votantes volantes, etc." culpando al partido oficial, el PRI. Además menciona que 
a pesar de que el PRI modificó la legislación electoral, los resultados no eran positivos para el PRI durante la contienda electoral motivo por el cual, denuncia, se descompuso el centro de cómputo de la Comisión Federal Electoral presidida por Bartlett. Concluría diciendo, que mantendría su compromiso con el pueblo, con quienes le dieron su voto y con los candidatos del PAN a no reconocer el fraude electoral.
Aunque a Bartlett se le ha atribuido directamente la referencia a que el sistema de conteo "se cayó", la declaración fue del representante del PAN, Diego Fernández de Cevallos.
En su defensa, el propio Bartlett ha dicho que él no era el responsable de evaluar la elección y que fue la Cámara de Diputados, conformada como Colegio Electoral, quien validó los resultados. Dicha Cámara, dicho sea de paso, estaba constituida en su mayoría por diputados del PRI (289 de 400 diputados) en la LIII Legislatura y la Gran Comisión de la Cámara de Diputados presidida por el priista Nicolás Reynés. Igualmente, en una entrevista en 2018, dijo que los paquetes electorales que se podrían haber utilizado para un recuento de los votos fueron quemados por Salinas de Gortari, Felipe Calderón Hinojosa -entonces diputado del PAN- y Fernández de Cevallos, por lo que ellos serían los responsables del fraude.
Tanto Fernández de Cevallos como Felipe Calderón no fueron diputados durante la elección de 1988 en la LIII Legislatura, ni tampoco lo fueron durante la siguiente legislatura LIV Legislatura. Solamente ocuparon dichos cargos de diputados hasta 1991, en la LV Legislatura, tres años después del suceso del supuesto fraude. Por lo que la supuesta quema que alega Bartlett tendría que haber ocurrido 3 años después a las elecciones. Su explicación deja un vacío de 3 años (1988 - 1991) que no explican por qué no se aclararon las irregularidades o se aperturaron los paquetes durante ese tiempo.

### Fortuna
Como parte de una investigación periodística, en agosto de 2019 se dio a conocer que Bartlett, en ese momento director general de la Comisión Federal de Electricidad, tendría una fortuna que ascendería a más de 800 millones de pesos, esto tan solo en bienes inmuebles. De acuerdo a dicha investigación, a pesar de que en su declaración patrimonial al inicio de su cargo en la CFE indicó ingresos anuales por 11 millones y un patrimonio total de 51 millones, el funcionario tendría en realidad 25 propiedades (23 casas y dos terrenos), tanto a su nombre como a nombre de miembros de su familia y a través de prestanombres.
El mismo día en que la investigación se hizo pública en la radio y en internet, Bartlett negó las acusaciones a través de su cuenta de Twitter; en esa misma red social, Loret de Mola respaldó el trabajo de su reportera Arelí Quintero y enfatizó que contaba con "documentos, registros y fotografías de sus 23 casas y 2 terrenos", los cuales estaban disponibles al público través de su portal de noticias.
El 11 de septiembre de ese mismo año, durante la conferencia de prensa diaria del presidente López Obrador, Bartlett fue cuestionado nuevamente por periodistas. El funcionario volvió a negar las acusaciones hechas en el reportaje de Loret de Mola y dijo que su larga trayectoria en la función pública había contribuido a su patrimonio personal. "Tengo toda una vida en el servicio al gobierno mexicano y tengo el patrimonio que he desarrollado en estos años perfectamente definido en mis declaraciones patrimoniales año con año", respondió a los medios.

## Publicaciones
Ha publicado numerosos artículos en diversas publicaciones y escrito las siguientes obras:
- Reformas a la Constitución de la República de 1917 -1988, Dos Tomos, Editorial Porrúa.

- El debate sobre la Reforma Eléctrica, octubre de 2003, Comisión de Bibliotecas y Asuntos Editoriales. Senado de la República.

- Reforma del Estado para la Gobernabilidad. Obra Colectiva publicada en el libro: Gobernabilidad democrática: ¿qué reforma?. Coordinadores Manuel Camacho Solís, Diego Valadés. Editorial Universidad Nacional Autónoma de México. Cámara de Diputados. LIX Legislatura, Comisión Especial para la Reforma del Estado.- México, 2004.

- El Petróleo y PEMEX, Despojo a la Nación, México, D, F., marzo de 2008, Impreso en los Talleres de Editora y Encuadernadora Cosmos, S.A. de C.V.

- Transparencia Electoral e Historia: 1988-2008, Avances y Retrocesos. Mesa de Análisis. Participación el 26 de agosto de 2008. Publicada por el Instituto de Acceso a la Información Publicada del Distrito Federal.

- Reforma Energética Anticonstitucional, Privatizadora y Desnacionalizante (coautor), 2 tomos, Coordinador y compilado por O. Sarahí Ángeles Cornejo. Primera edición en 2011. México, D. F.

- El País a Debate, México DF, Grijalbo, mayo de 2012

Ponencias
- Prospectivas de la Auditoría Superior de la Federación como órgano constitucional autónomo”. Publicada en la Obra Colectiva: La Autonomía Constitucional de la Auditoría Superior de la Federación: UNAM. Instituto de Investigaciones Jurídicas, México 2009.

- Reforma Energética, Un modelo privatizador, México, D. F., febrero de 2009, Impreso en los Talleres de Editora y Encuadernadora Cosmos, S.A. de C.V.

Otros
- Prólogo del libro: Derecho Administrativo del Estado de Puebla. Colección Mexicana de Derecho Administrativo. Editorial Porrúa México y UNAM. 2007, pp. XXI a XXV.
- Prólogo del libro: Estrategia Urgente en Defensa de la Nación. También fue coordinador de la obra. Impreso en los Talleres Gráficos del Partido del Trabajo